# Valea Largă (okręg Prahova)
Valea Largă – wieś w Rumunii, w okręgu Prahova, w gminie Valea Călugărească. W 2011 roku liczyła 685 mieszkańców.